# Jeon Do-yeon
Jeon Do-yeon (전도연?; Seul, 11 febbraio 1973) è un'attrice sudcoreana, tra le più acclamate del cinema asiatico contemporaneo.
Con la cinese Maggie Cheung è l'unica asiatica, in particolare prima coreana, ad aver vinto il Prix d'interprétation féminine al Festival di Cannes 2007.

## Carriera
Inizia a recitare nel 1992 in vari melodrammi televisivi per poi approdare nel 1997 al cinema con The Contact di Han Suk-kyu. Jeon interpreta una televenditrice porta a porta. Torna al melodramma, questa volta sul grande schermo, con A Promise, interpretando un medico. Sempre negli anni '90 interpreta una donna adultera in Happy End e una studentessa in The Harmonium in My Memory, vincendo per quest'ultimo sia un Blue Dragon Award e un Grand Bell Award come miglior attrice.
Nel 2001 ha il ruolo di una comune bancaria nell'opera prima di Park Heung-shik I Wish I Had a Wife. Ritorna a lavorare con Park tre anni dopo in un doppio ruolo in My Mother, the Mermaid. Nel 2005 ha il ruolo di una prostituta che contrae l'AIDS nel melodramma You Are My Sunshine, di Park Jin-pyo, vincendo un ennesimo Grand Bell Award come migliore attrice.
È nel 2007 che si fa conoscere internazionalmente con Secret Sunshine di Lee Chang-dong e viene premiata col Prix d'interprétation féminine al Festival di Cannes 2007, nel ruolo di una donna addolorata che ha perso tutto nella vita. È la prima attrice orientale premiata al Festival. Vince inoltre un Asian Film Award come migliore attrice, in competizione con attrici provenienti da tutta Asia.
Nel 2010 appare nel remake di The Housemaid di Im Sang-soo e viene candidata ancora agli Asian Film Awards. Nel 2014 invece è membro della giuria al Festival di Cannes.

## Vita privata
Jeon ha sposato, in una cerimonia privata l'11 marzo 2007 al Shilla Hotel a Seul, l'imprenditore Kang Shi-kyu. Hanno avuto una figlia nel gennaio del 2009.

## Filmografia parziale
- Jeopsok, regia di Chang Yoon-hyun (1997)
- A Promise (1998)
- Nae ma-eum-ui punggeum, regia di Young-jae Lee (1999)
- Happy End (1999)
- Nado anaega iss-eoss-eumyeon joketda, regia di Park Heung-sik (2001)
- No Blood No Tears (2002)
- Untold Scandal (2003)
- In-eo gongju, regia di Park Heung-sik (2004)
- Neoneun nae unmyeong, regia di Park Jin-pyo (2005)
- Peuraha-ui yeon-in – serial TV, (2005)
- Secret Sunshine, regia di Lee Chang-dong (2007)
- Meotjin haru, regia di Lee Yun-ki (2008)
- On Air – serial TV, (2008)
- The Housemaid, regia di Im Sang-soo (2010)
- Countdown (2011)
- The Road Home (2013)
- Good Wife (굿 와이프) – serial TV, (2016)
- Nido di vipere (지푸라기라도 잡고 싶은 짐승들), regia di Kim Yong-hoon (2020)
- Kill Boksoon (길복순, Gil Bok-sun), regia di Byun Sung-hyun (2023)